# La Carrera
La Carrera település Spanyolországban, Ávila tartományban. La Carrera Becedas, El Barco de Ávila, Navatejares, Umbrías, Solana de Ávila, Junciana és El Losar del Barco községekkel határos. Lakosainak száma 160 fő (2024).

## Népesség
A település népessége az utóbbi években az alábbiak szerint változott:
| Lakosok száma | 274  | 245  | 230  | 214  | 216  | 203  | 192  | 175  | 164  | 160  |
|               | 2001 | 2004 | 2006 | 2009 | 2011 | 2014 | 2016 | 2019 | 2021 | 2024 |